# Wim Wouters
W.A.C.M. (Wim) Wouters (Weert, 13 augustus 1961) is een Nederlands bedrijfseconoom, organisatieadviseur, ambtenaar en bestuurder. Hij is partijloos. Sinds 18 juni 2019 is hij burgemeester van Eersel.

## Maatschappelijke carrière
Wouters volgde de havo en het vwo aan het Rythovius College te Eersel en studeerde daarna bedrijfseconomie aan de Katholieke Universiteit Brabant. Hij was daarna van 1989 tot 1991 docent handelswetenschappen, recht en economische wetenschappen op het Rythovius College.
Van 1991 tot 2002 was Wouters senior consultant bij Pink Roccade. Van 2002 tot 2007 was hij sectorhoofd bij de gemeente Reusel-De Mierden. Van 2007 tot 2008 was hij hoofd planning en control bij de gemeente Eindhoven. Van 2009 tot 2019 was hij  gemeentesecretaris van Bergeijk.

## Burgemeester van Eersel
Wouters werd op 18 juni 2019 burgemeester van Eersel. Hij kreeg er openbare orde & veiligheid; personeel & organisatie; dienstverlening; algemene coördinatie van het beleid; toezicht & handhaving zwaardere criminaliteit / controle inrichtingen, toezicht & handhaving ruimtelijke ordening; representatie; communicatie; juridische zaken; GRSK; BIZOB; samenwerking Kempen; overige bedrijfsvoering in zijn portefeuille.
Op 10 december 2024 werd Wouters door de gemeenteraad van Eersel aanbevolen voor een herbenoeming als burgemeester van Eersel.

## Privéleven
Wouters is getrouwd en heeft twee dochters.